# سلطان الفرج
سلطان الفرج (12 نوفمبر 1984 -)، ممثل سعودي. بدايته الفنية عام 2007  مع الفنان طارق العلي في مسلسل هذا ولدنا.

## أعماله

### في التلفزيون
- هذا ولدنا.
- طول بالك.
- زمن مريان.
- حريم عنزروت.
- حارش وارش.
- كل يوم سالفه.
- الفلته.
- الفلته 2.
- واي فاي - برنامج كوميدي.
- قرمش
- هذا حنا
- بنق
- يوميات بورعد
- خالي وصل
- سنابات
- علاء الدين

### من المسرحيات
- الإستراحة 2021
- بو سارة في العمارة.
- بخيت وبخيتة.
- الطرطنجي.
- بسنا فلوس.
- تحت الصفر
- البومه.
- مسرحية عنبر 9

## روابط خارجية
- سلطان الفرج على موقع قاعدة بيانات الأفلام العربية